# Park Woo-jin
Park Woo-jin (Hangul: 박우진, sinh ngày 2 tháng 11 năm 1999) là một ca sĩ và rapper người Hàn Quốc. Anh là thành viên của nhóm nhạc nam Hàn Quốc AB6IX và là cựu thành viên của nhóm nhạc nam Wanna One.[2] Anh ấy chủ yếu được biết đến với vị trí thứ sáu trong Produce 101 (mùa 2).

## Tiểu sử

### Cuộc đời và trước khi ra mắt
Park Woo-jin sinh ra ở Busan, Hàn Quốc. Khi anh mười một tuổi, Park tham gia thử giọng cho chương trình tồn tại được gọi là Superstar K. Park đã tốt nghiệp trường Trung học Nghệ thuật Hàn Quốc vào tháng 1 năm 2018.[3] Trước khi xuất hiện trên Produce 101 Season 2, Park đã được đào tạo trong một năm hai tháng.[4] Ban đầu anh ấy bắt đầu là thực tập sinh của JYP Entertainment và sau đó trở thành thực tập sinh của Brand New Music.[5]

### 2017–2018:Produce 101vàWanna One
Bài chi tiết: Produce 101 Season 2 và Wanna One
Năm 2017, Woojin đại diện cho Brand New Music trong chương trình sống còn của nhóm nhạc nam Produce 101 Season 2. Anh ấy đã biên đạo điệu nhảy cho 'Hollywood', bài cậu cùng các thực tập sinh Brand New Music đã biểu diễn trong buổi đánh giá xếp hạng Produce 101.[ cần dẫn nguồn ]
Anh chàng được biết đến với vị trí thứ sáu trong tập cuối cùng và trở thành thành viên của nhóm nhạc nam dự án Wanna One trực thuộc YMC Entertainment.[6]
Woojin ra mắt cùng Wanna One trong chương trình Wanna One Premier Show-Con vào ngày 7 tháng 8 năm 2017, tại Gocheok Sky Dome với mini-album đầu tay 1 × 1 = 1 (To Be One).[7] [8]
Anh ấy đã quảng bá với unit của Wanna One " Triple Position ", đã giành được "Best Unit Award" tại Mnet Asian Music Awards 2018.[9] Anh ấy kết thúc hợp đồng với Wanna One vào ngày 31 tháng 12 năm 2018, mặc dù anh ấy vẫn xuất hiện với nhóm cho đến khi các buổi hòa nhạc chia tay chính thức vào ngày 24–27 tháng 1 năm 2019.[10]

### 2019-nay: Hoạt động solo vàAB6IX
Vào tháng 1 năm 2019, Park Woojin đã hợp tác với bạn cùng công ty Lee Dae-hwi và phát hành một đĩa đơn mang tên "Candle".[11] Vào tháng 3 năm 2019, Woojin hợp tác với rapper người Mỹ A Boogie wit da Hoodie và phát hành phiên bản tiếng Hàn của Look Back at It.[12] Vào tháng 3 năm 2019, Woojin đã được xác nhận là thành viên của dàn diễn viên cho Law of the Jungle ở Thái Lan.[13]
Vào tháng 5 năm 2019, Park Woojin ra mắt trong một nhóm nhạc nam mới có tên AB6IX, được thành lập bởi Brand New Music.[14]

## Danh sách đĩa nhạc
| Năm        | Tiêu đề                                                                | Vị trí trên bảng xếp hạng | Album      |
| Năm        | Tiêu đề                                                                | Gaon Music Chart          | Album      |
| Sự hợp tác | Sự hợp tác                                                             | Sự hợp tác                | Sự hợp tác |
| ---------- | ---------------------------------------------------------------------- | ------------------------- | ---------- |
| 2019       | "Candle" (với Lee Daehwi)                                              | 60                        | Không có   |
| 2019       | Phiên bản tiếng Hàn của "Look Back at It" (với A Boogie wit da Hoodie) | Không có                  | Không có   |
| 2019       | Debut cùng với AB6IX                                                   |                           |            |
|            |                                                                        |                           |            |

## Chương trình truyền hình
| Năm  | Tiêu đề                       | Kênh | Vai trò            | Ghi chú                                                                              | Phát sóng   |
| ---- | ----------------------------- | ---- | ------------------ | ------------------------------------------------------------------------------------ | ----------- |
| 2017 | Produce 101 mùa 2             | Mnet | Thí sinh           | trở thành thành viên Wanna One (hạng 6)                                              | 07/04-16/06 |
| 2017 | K-RUSH                        | KBS  | Khách mời          | với Yoon Ji-sung, Ha Sung-woon, Ong Seong-wu, Park Ji-hoon, Lee Daehwi, Lai Kuan-lin | 17/12       |
| 2018 | Radio Star                    | MBC  | Khách mời          | với Ong Seong-wu và Kang Daniel                                                      | Tập 560     |
| 2018 | Battle Trip                   | KBS2 | Khách mời          | với Park Ji-hoon                                                                     | Tập 90      |
| 2018 | 2018 Busan One Asia Festival  | MBC  | MC đặc biệt        | với Hwang Min-hyun                                                                   |             |
| 2018 | Dancing High                  | KBS2 | Giám khảo đặc biệt |                                                                                      | Tập 8       |
| 2019 | Law of the Jungle in Thailand | SBS  | Diễn viên          |                                                                                      |             |
| 2020 | Inkigayo                      | SBS  | MC đặc biệt        | Tập 1065                                                                             | 20/09       |
| 2020 | Show! Music Core              | MBC  | MC đặc biệt        | Tập 697                                                                              | 10/10       |